# Gyeo-ul yeon-ga
Gyeo-ul yeon-ga (겨울 연가?, lett. Sonata d'inverno; titolo internazionale Winter Sonata, conosciuta anche come Winter Love Story o Winter Ballad) è una serie televisiva sudcoreana trasmessa su KBS2 dal 14 gennaio al 19 marzo 2002.
È considerato il drama coreano che ha lanciato la hallyu in Asia e nel resto del mondo. Nel 2015 è stata annunciata una seconda stagione.

## Trama
Joon-sang, figlio adolescente di un eminente musicista, si trasferisce nella cittadina rurale di Chuncheon, dove viene ben accolto dai compagni di scuola e dagli insegnanti grazie al suo straordinario talento di studente, nonostante il carattere introverso e tranquillo. Joon-sang è alla ricerca di suo padre, che sua madre sostiene sia morto e che il ragazzo non ha mai incontrato, fatto che l'ha portato a credere che nessuno lo ami davvero, soprattutto sua madre. Joon-sang si innamora presto di una sua compagna di classe, Yoo-jin, che lo ricambia, ma un incidente stradale gli provoca danni cerebrali che gli fanno dimenticare tutto ciò che è successo prima del suo risveglio. La madre, da sempre desiderosa di ottenere da lui amore e rispetto, lo fa plagiare da uno psicologo affinché cancelli la sua dolorosa infanzia da figlio illegittimo, e lo porta con sé negli Stati Uniti. Mentre il ragazzo comincia una nuova vita sotto il nome di Lee Min-hyeong, ad amici e insegnanti ne viene comunicata la morte.
Dieci anni dopo, Min-hyeong è un acclamato architetto e il suo carattere è completamente cambiato: è più aperto e si cura delle altre persone, inclusa sua madre. Quando ritorna in Corea, Yoo-jin lo vede accidentalmente per strada e decide di lasciare il suo amico d'infanzia e promesso sposo Sang-hyeok, senza sapere che Min-hyeong sta uscendo con la sua rivale del passato Chae-rin. In seguito, la ditta di arredamento d'interni di Yoo-jin inizia a collaborare con lo studio di Min-hyeong e, passando del tempo insieme a lui, la ragazza inizia a interrogarsi se sia il suo amore adolescenziale Joon-sang.

## Personaggi
- Kang Joon-sang/Lee Min-hyeong, interpretato da Bae Yong-joon
- Jeong Yoo-jin, interpretata da Choi Ji-woo
- Kim Sang-hyeok, interpretato da Park Yong-ha
- Oh Chae-rin, interpretata da Park Sol-mi
- Kong Jin-sook, interpretata da Lee Hye-eun
- Kwon Yong-gook, interpretato da Ryu Seung-soo
- Seonbae Kim, interpretato da Kwon Hae-hyo
- Kang Mi-hee, interpretata da Song Ok-sook
Madre di Joon-sang.
- Kim Jin-woo, interpretato da Jung Dong-hwan
Padre di Sang-hyeok.
- Lee Yeong-hee, interpretata da Kim Hae-sook
Madre di Yoo-jin.
- Jeong Hee-jin, interpretata da Ha Ji-hye
Sorella minore di Yoo-jin.
- Park Jong-ho, interpretato da Jung Won-joong
- Supervisore Min, interpretato da Jang Hang-sun
- Park Ji-young, interpretata da Lee Hyo-chun
Madre di Sang-hyeok.
- Lee Jeong-ah, interpretata da Park Hyun-sook
Collega di Yoo-jin.
- Collega di Yoo-jin, interpretata da Son Jong-bum
- Annunciatore radiofonico, interpretato da Yoo Yul
- Dottor Ahn, interpretato da Maeng Ho-rim
- Jeong Hyeon-soo, interpretato da Ha Jae-young
Padre di Yoo-jin.

## Accoglienza
A Gyeo-ul yeon-ga viene attribuito il merito di aver generato una seconda ondata di hallyu, estendendola nelle Filippine e in Giappone. Migliorò l'immagine della Corea del Sud percepita dai giapponesi e dettò la moda nell'est asiatico. Fu un successo commerciale, vendendo 330.000 DVD e un milione e duecentomila copie della versione romanzata; generò inoltre introiti per 27 miliardi di dollari americani grazie anche al turismo. Il numero di visitatori dell'isola di Namiseom, luogo delle riprese, crebbe da 250.000 a 650.000 durante la trasmissione della serie, e fu eretta una statua dei protagonisti nel luogo dove si scambiano il primo bacio.
Gyeo-ul yeon-ga accrebbe esponenzialmente la fama dell'attore Bae Yong-joon in Asia, soprattutto tra le giapponesi di mezza età. Quando visitò per la prima volta il Giappone nel 2004, all'aeroporto trovò ad aspettarlo tremila donne sorvegliate da 350 poliziotti. Junichiro Koizumi, primo ministro giapponese all'epoca, dichiarò che Bae era più famoso di lui.
Il serial fu un successo anche in altri paesi asiatici e in America.

### Ascolti
| Episodio | Data di trasmissione | Ascolti a livello nazionale |
| -------- | -------------------- | --------------------------- |
| 1        | 14 gennaio 2002      | 16,3%                       |
| 2        | 15 gennaio 2002      | 16,6%                       |
| 3        | 21 gennaio 2002      | 19,2%                       |
| 4        | 22 gennaio 2002      | 21,5%                       |
| 5        | 28 gennaio 2002      | 21,2%                       |
| 6        | 29 gennaio 2002      | 24,1%                       |
| 7        | 4 febbraio 2002      | 27,2%                       |
| 8        | 5 febbraio 2002      | 26,3%                       |
| 9        | 11 febbraio 2002     | 17,8%                       |
| 10       | 12 febbraio 2002     | 16,7%                       |
| 11       | 18 febbraio 2002     | 26,4%                       |
| 12       | 19 febbraio 2002     | 27,0%                       |
| 13       | 25 febbraio 2002     | 27,6%                       |
| 14       | 26 febbraio 2002     | 28,8%                       |
| 15       | 4 marzo 2002         | 26,4%                       |
| 16       | 5 marzo 2002         | 26,4%                       |
| 17       | 11 marzo 2002        | 23,3%                       |
| 18       | 12 marzo 2002        | 22,4%                       |
| 19       | 18 marzo 2002        | 23,7%                       |
| 20       | 18 marzo 2002        | 24,5%                       |
| Media    | Media                | 23,1%                       |

## Colonna sonora
1. From the Beginning Until Now (처음부터 지금까지) –Ryu
2. My Memory – Ryu
3. First Time (처음)
4. Only You (그대만이) – Ryu
5. From the Beginning Until Now (Inst.) (처음부터 지금까지)
6. My Memory (piano e violino)
7. The Love I Cannot Send (보낼 수 없는 사랑) – Seon
8. The Beginning (시작)
9. Only You (그대만이, piano e violino)
10. My Memory (piano version)
11. Don't Forget (잊지마) – Ryu
12. Inside the Memories (기억속으로)
13. Lover (연인) – Ryu
14. Violet (제비꽃) – Ryu
15. Only You (그대만이, piano)
16. First Time (처음, piano)
17. Violet (Inst.) (제비꽃)

## Adattamenti
Un manga fu pubblicato in Giappone da luglio 2004 a giugno 2005 per 8 volumi.
Un anime intitolato Fuyu no sonata debuttò in Giappone su SKY PerfecTV! il 17 ottobre 2009. Durò 26 episodi e al doppiaggio in coreano parteciparono ventitré membri del cast originale, inclusi Bae e Choi. Sang-hyeo fu doppiato invece dal cantante Kang Yo-hwan e Chae-rin da Lee Se-na.
Un musical fu rappresentato nel 2006 in tutto il Giappone, oltre che a Busan e Seul dal tardo 2010 al primo 2011. Un secondo musical venne rappresentato in Corea dal 27 settembre 2011 al 18 marzo 2012. La protagonista Yoo-jin fu interpretata da Choi Soo-jin.